# Шурги
Шурги — деревня в Малмыжском районе Кировской области. Входит в состав Арыкского сельского поселения. 

## География
Находится на левобережье Вятки на расстоянии примерно 15 километров по прямой на восток-северо-восток от районного центра города Малмыж.

## История
Известна с 1873 года, когда в ней было учтено дворов 33 и жителей 117. В 1905 году учтено было дворов 29 и 205 жителей, в 1926 37 и 159, в 1950 32 и 141 соответственно. В 1989 году учтено 47 жителей.

## Население
Постоянное население  составляло 29 человек (мари 77%) в 2002 году, 14 в 2010.